# Никольский, Александр Васильевич (писатель)
Алекса́ндр Васи́льевич Нико́льский (1844, Товарково, Калужская губерния — 7 июня 1915, Москва) — протоиерей, церковный историк, писатель, член совета Православного Миссионерского Общества, редактор журнала «Православный благовестник».

## Биография
Родился в семье священника.
В 1864 году окончил Калужскую духовную семинарию, в ней был рукоположен в сан священника Никольской церкви.
В 1868 году окончил Московскую духовную академию.
В 1868—1894 годах преподавал в Московской духовной семинарии латинский, французский языки и основное богословие.
В 1869 году — магистр богословия.
С 1877 года — служил в церкви Космы и Дамиана на Покровке.
С 1892 года — служил в церкви во имя Преображения Господня в Пушкарях.
В течение трёх лет — редактор журнала «Православный благовестник»
В 1898—1905 годах — заведовал церковно-приходской школой.
С 1901 года — благочинный церквей четвёртого отделения Сретенского сорока Москвы.
С 1901 года — настоятель Московского Казанского собора.
В 1912 году — член церковной юбилейной комиссии по чествованию событий 1612, 1613, 1812 годов.
Известен как историк Казанского собора.
Написал и опубликовал в 1911—1912 годах в Московских церковных ведомостях около 20 очерков о церквях Москвы и о судьбе московского духовенства в 1812 году (в 1912 году вышли отдельной книгой).
Похоронен на Пятницком кладбище, на шестнадцатом участке.

## Сочинения
- Православное миссионерское общество : Ист. зап. о деятельности Общества за истекшее двадцатипятилетие. (1870—1895 гг.) / Сост. членом Сов. Православного миссионерского о-ва, прот. Александром Никольским. — М.: печ. А. И. Снегиревой, 1895. — 145 с.
- Переводческая комиссия Православного миссионерского общества при Братстве св. Гурия в Казани : Очерк из истории православной миссии среди инородцев России во второй половине XIX столетия / Прот. Александра Никольского. — М.: печатня А. И. Снегиревой, 1901. — 70 с.
- О празднествах в Московском Казанском соборе в 17 и 18 столетиях в честь Казанской иконы Богоматери и о крестных ходах в названный собор в это время / Протоиерея Александра Никольского. — М.: Типо-лит. Машистова, 1911. — 39 с.
- Лица духовного чина Московской епархии в их служении церкви и отечеству в 1912 году / Прот. Александр Никольский. — М.: Т-во типо-лит. И. М. Машистова, 1912. — 195 с.